# Скачане
Скачането е форма на придвижване или движение, при което организъм или нежива (напр. роботизирана) механична система се движи във въздуха по балистична траектория. Скачането може да се разграничи от бягането, галопа и други походки, при които цялото тяло е временно във въздуха, по относително дългата продължителност на въздушната фаза и големия ъгъл на първоначално изстрелване.
Някои животни, като кенгуруто, използват скачането (в този случай обикновено се нарича подскачане) като основна форма на придвижване, докато други, като жабите, го използват само като средство за бягство от хищници. Скачането също е ключова характеристика на различни дейности и спортове, включително скок на дължина, висок скок и прескачане на препятствия с кон.
Жабите са безспорен шампион по скачане сред гръбначните, прескачайки над 50 дължини на тялото си, на разстояние около 2,5 м.
Прескачането на препятствия с кон е спорт, чиито правила се развиват откакто различните национални федерации имат различни класове и правила. Международният ръководен орган за повечето големи състезания по прескачане на препятствия е Fédération Équestre Internationale (FEI). Двете най-често срещани вида наказания са наказания за неуспешен скок и наказания за време.
През 2021 г. изследователи проектират робот, способен да скача над тридесет метра вертикално.

## Усилване на мощността чрез съхранена енергия
Скакалците използват еластично съхранение на енергия, за да увеличат разстоянието на скачане. Въпреки че изходната мощност е основен определящ фактор за разстоянието на скок, физиологичните ограничения ограничават мускулната мощност до приблизително 375 вата на килограм мускул.
Използването на еластично съхранение на енергия е установено при скачащи бозайници, както и при жаби, със съразмерно увеличение на мощността, вариращо от два до седем пъти по-голямо от еквивалентната мускулна маса.

## Класификация
Един от начините за класифициране на скачането е по начина на преместване на краката. В тази класификационна система се разграничават пет основни форми на скок:
- скачане от и приземяване на два крака
- скачане от един крак и приземяване на същия крак
- скачане от един крак и приземяване на другия крак
- скачане от един крак и приземяване на два крака
- скачане от два крака и приземяване на един крак

Скачащите походки, които се различават от походките за бягане, включват галоп и др. Някои източници също разграничават ограничаването като циклично движение на повтарящи се скокове, използвани за поддържане на енергия от един скок към следващ.